# Генин, Альберт Аронович
Альберт Аронович Генин (27 мая 1940, Ленинград — 25 октября 2006, Санкт-Петербург) — советский и российский шахматист, мастер спорта России по заочным шахматам (2000).
Участник пяти чемпионатов Ленинграда.
В составе сборной Ленинграда серебряный призер II Спартакиады народов СССР (1959 г.). В финале набрал 3½ из 5, победив будущего гроссмейстера В. А. Савона и будущих мастеров И. Луцкана и А. Извозчикова.
Добился серьезных результатов в игре по переписке. В составе сборной Ленинграда завоевал серебряную медаль 6-го командного чемпионата СССР (1978—1981).
Работал детским тренером.
Погиб.

## Спортивные результаты
| Год                       | Город                                              | Соревнование                                                      | + | − | = | Результат | Место               |
| ------------------------- | -------------------------------------------------- | ----------------------------------------------------------------- | - | - | - | --------- | ------------------- |
| 1959                      | Ленинград                                          | Матч Ленинград — Москва (против Э. И. Шехтмана)                   | 1 | 0 | 1 | 1½ из 2   |                     |
|                           | Москва                                             | II Спартакиада народов СССР (сборная Ленинграда, юношеская доска) | 3 | 1 | 1 | 3½ из 5   |                     |
|                           | Ленинград                                          | Чемпионат Ленинграда                                              |   |   |   |           | [ 5 ]               |
| СОРЕВНОВАНИЯ ПО ПЕРЕПИСКЕ |                                                    |                                                                   |   |   |   |           |                     |
| 1978—1981                 | 6-е командное первенство СССР (сборная Ленинграда) | 6-е командное первенство СССР (сборная Ленинграда)                |   |   |   |           | Команда — 2-е место |